# Joy in My Heart
Joy in My Heart, auch bekannt als I’ve Got the Joy, Joy, Joy ist ein bekanntes christliches Lied, das vor allem an Lagerfeuern und bei Pfadfinder-Veranstaltungen gesungen wird.

## Hintergrund
Das Lied wurde von George William Cooke (* 1884 in Yorkshire, England; † 1951 in New York) unter dem Titel Joy in My Heart geschrieben. Er sicherte sich die Rechte 1926, diese wurden jedoch nicht erneuert, so dass es in den Vereinigten Staaten als Public Domain gilt. Cooke war zu jener Zeit Seelsorger einer methodistischen Gemeinde in Wilmington, Delaware und gehörte den sogenannten Gospel Crusaders an.

## Text
Der Text wurde im Laufe der Jahre immer wieder verändert und angepasst. Vorgestellt wird hier die gängige Erstversion von Cooke. Diese enthält eine einführende Textzeile, in Strophe 2 und 4 je ein Bibelzitat aus der Luther-Bibel (I’ve got the peace that passeth understanding, sowie For there is therefore now no condemnation) und anschließend die Bekräftigung „Down in My heart“.
| Englisch (Original) | Deutsch (Übersetzung) |
| --- | --- |
| 1. Strophe I’ve got the joy, joy, joy, joy, Down in my heart, Down in my heart. Down in my heart; I’ve got the joy, joy, joy, joy, Down in my heart, Down in my heart to stay. (…) | 1. Strophe Ich habe die Freude, Freude, Freude Tief in meinem Herzen Ich habe die Freude, Freude, Freude Tief in meinem Herzen Tief in meinem Herzen wo sie bleibt. (…) |

Eine bekannte Kinderversion des Songs enthält außerdem folgende Strophe, die sich gegen den Teufel richtet:
| Englisch (Original) | Deutsch (Übersetzung) |
| --- | --- |
| And if the devil doesn't like it He can sit on a tack (ouch!) Sit on a tack (ouch!) And if the devil doesn't like it He can sit on a tack (ouch!) He can sit on a tack today | Und wenn der Teufel es nicht mag Kann er sich auf eine Reißzwecke setzen (Aua) Auf eine Reißzwecke setzen (Aua) Und wenn der Teufel es nicht mag Kann er sich auf eine Reißzwecke setzen (Aua) |

## Verbreitung und kulturelle Referenzen
Der Song fand seinen Eingang in diverse Liederbücher mit christlichem Hintergrund. In leicht abgewandelter Form wurde das Lied auch auf diversen Kinderliederalben verwendet.
Der Rock-’n’-Roll-Sänger Little Richard hatte sich zugunsten einer religiösen Ausbildung 1957 für einige Jahre aus dem Showgeschäft zurückgezogen. Gleichwohl blieb er musikalisch aktiv und nahm für verschiedene Plattenfirmen geistliche Musik auf. Am 5. September 1961 ging er unter der Leitung von Quincy Jones in die New Yorker Studios von Mercury Records, um eine Gospel-Platte aufzunehmen, darunter seine Version von Joy in My Heart mit einem Arrangement von Al Cohn. Die Aufnahme erschien auf Single unter der Nummer 71884 sowie auf dem Mercury-Album It’s Real.
2019 verwendete Pinkfong das Lied als Grundlage für My Pet, My Buddy.
The Housemartins coverten den Song auf ihrer EP Think for a Minute.
Bob Gibson schrieb den Text 1958 als Joy, Joy um und veröffentlichte ihn auf dem Album There’s A Meetin’ Here Tonight. Diese Version wurde unter anderem in einer Coca-Cola-Werbung sowie von Volkswagen Frankreich verwendet.
In der Simpsons-Episode Am Anfang war das Wort (Staffel 4, Folge 10) singen Rod und Todd Flanders das Lied im Schlaf.
Die italienische Oi!-/Ska-Band Los Fastidios spielte 2019 eine Coverversion des Titels ein und benannte ihr neuntes Album Joy Joy Joy nach dem Song.